# 룩셈부르크의 총리 목록
이 문서는 룩셈부르크의 역대 총리를 나열하고 있다.

## 목록
| 대수             | 대수 | 초상             | 이름 (출생~사망)          | 정당           | 재임 기간                                 | 재임 기간       | 내각                               | 선거                                      | 군주           |
| ---------------- | ---- | ---------------- | ------------------------- | -------------- | ----------------------------------------- | --------------- | ---------------------------------- | ----------------------------------------- | -------------- |
|                  | 19   |                  | 가스통 토른 (1928~2007)   | 민주당         | 1974년 6월 15일                           | 1976년 7월 21일 | 토른 내각 (민주·사노)              | 1974년                                    | 장 (1964~2000) |
| 1976년 7월 21일  | 19   | 1977년 9월 16일  | 가스통 토른 (1928~2007)   | 민주당         |                                           |                 | 토른 내각 (민주·사노)              | 1974년                                    | 장 (1964~2000) |
| 1977년 9월 16일  | 19   | 1979년 7월 16일  | 가스통 토른 (1928~2007)   | 민주당         |                                           |                 | 토른 내각 (민주·사노)              | 1974년                                    | 장 (1964~2000) |
|                  | (18) |                  | 피에르 베르너 (1913~2002) | 기독사회인민당 | 1979년 7월 16일                           | 1980년 3월 3일  | 베르너·토른 내각 (기사·민주)       | 1979년                                    | 장 (1964~2000) |
| 1980년 3월 3일   | (18) | 1980년 11월 22일 | 피에르 베르너 (1913~2002) | 기독사회인민당 |                                           |                 | 베르너·토른 내각 (기사·민주)       | 1979년                                    | 장 (1964~2000) |
| 1980년 11월 22일 | (18) | 1982년 12월 21일 | 피에르 베르너 (1913~2002) | 기독사회인민당 | 베르너·플레시 내각 (기사·민주)            |                 |                                    | 1979년                                    | 장 (1964~2000) |
| 1982년 12월 21일 | (18) | 1984년 7월 20일  | 피에르 베르너 (1913~2002) | 기독사회인민당 | 베르너·플레시 내각 (기사·민주)            |                 |                                    | 1979년                                    | 장 (1964~2000) |
|                  | 20   |                  | 자크 상테르 (1937~)       | 기독사회인민당 | 1984년 7월 20일                           | 1989년 7월 14일 | 제1차 상테르·포시 내각 (기사·사노) | 1984년                                    | 장 (1964~2000) |
| 1989년 7월 14일  | 20   | 1992년 12월 9일  | 자크 상테르 (1937~)       | 기독사회인민당 | 제2차 상테르·포시 내각 (기사·사노)        | 1989년          |                                    |                                           | 장 (1964~2000) |
| 1992년 12월 9일  | 20   | 1994년 7월 13일  | 자크 상테르 (1937~)       | 기독사회인민당 | 제2차 상테르·포시 내각 (기사·사노)        | 1989년          |                                    |                                           | 장 (1964~2000) |
| 1994년 7월 13일  | 20   | 1995년 1월 26일  | 자크 상테르 (1937~)       | 기독사회인민당 | 제3차 상테르·포시 내각 (기사·사노)        | 1994년          |                                    |                                           | 장 (1964~2000) |
|                  | 21   |                  | 장클로드 융커 (1954~)     | 기독사회인민당 | 1995년 1월 26일                           | 1994년          | 1998년 2월 4일                     | 융커·포시 내각 (기사·사노)                | 장 (1964~2000) |
| 1998년 2월 4일   | 21   | 1999년 8월 7일   | 장클로드 융커 (1954~)     | 기독사회인민당 |                                           | 1994년          |                                    | 융커·포시 내각 (기사·사노)                | 장 (1964~2000) |
| 1999년 8월 7일   | 21   | 2004년 7월 31일  | 장클로드 융커 (1954~)     | 기독사회인민당 | 융커·폴퍼 내각 (기사·민주)                | 1999년          | 앙리 (2000~)                       |                                           |                |
| 2004년 7월 31일  | 21   | 2009년 7월 23일  | 장클로드 융커 (1954~)     | 기독사회인민당 | 제1차 융커·아셀보른 내각 (기사·사노)      | 2004년          | 앙리 (2000~)                       |                                           |                |
| 2009년 7월 23일  | 21   | 2013년 12월 4일  | 장클로드 융커 (1954~)     | 기독사회인민당 | 제1차 융커·아셀보른 내각 (기사·사노)      | 2009년          | 앙리 (2000~)                       |                                           |                |
|                  | 22   |                  | 그자비에 베텔 (1973~)     | 민주당         | 2013년 12월 4일                           | 2018년 12월 5일 | 앙리 (2000~)                       | 제1차 베텔·슈나이더 내각 (민주·사노·녹색) | 2013년         |
| 2018년 12월 5일  | 22   | 2023년 11월 17일 | 그자비에 베텔 (1973~)     | 민주당         | 제2차 베텔·슈나이더 내각 (민주·사노·녹색) | 2018년          | 앙리 (2000~)                       |                                           |                |

## 같이 보기
- 룩셈부르크의 군주